# 安井栄三郎
安井 栄三郎（やすい えいさぶろう、1886年〈明治19年〉2月16日 - 1982年〈昭和57年〉11月13日）は、大日本帝国陸軍軍人。最終階級は陸軍少将。

## 経歴
1886年（明治19年）に愛知県で生まれた。陸軍士官学校第18期、陸軍大学校第30期卒業。1930年（昭和5年）8月に工兵第14大隊長に就任し、1931年（昭和6年）3月に陸軍工兵大佐に進級し、1932年（昭和7年）8月に陸軍通信学校教育部長に転じた。
1935年（昭和10年）8月1日に陸軍少将進級と同時に津軽要塞司令官に着任し、1936年（昭和11年）8月1日に待命、8月28日に予備役に編入された。
1947年（昭和22年）11月28日、公職追放仮指定を受けた。